# Édouard Louis Trouessart

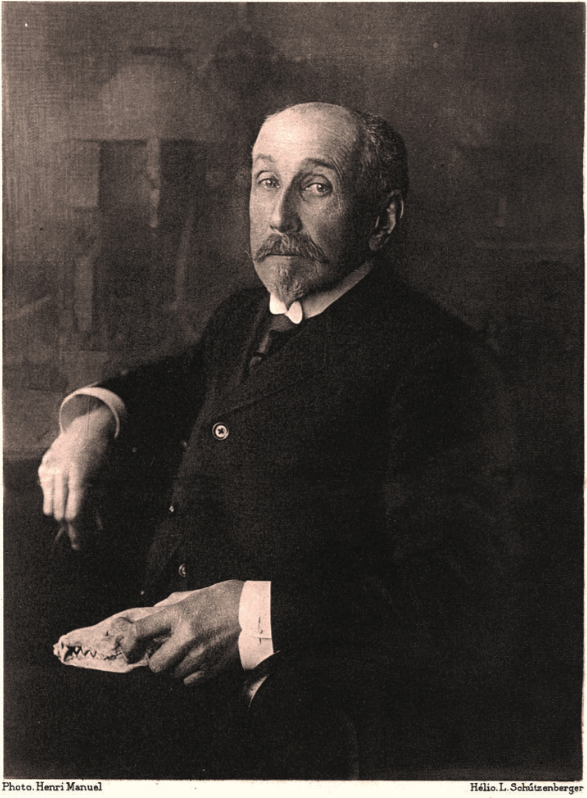

Édouard Louis Trouessart (ur. 25 sierpnia 1842 w Angers; zm. 30 czerwca 1927 w Paryżu) – francuski zoolog.

## Prace
- Catalogus mammalium tam viventium quam fossilium (1899)
- Faune des Mammifères d’Europe (1910)